# Regno di Galizia e Lodomiria
Il Regno di Galizia e Lodomiria o più propriamente Regno di Galizia e Lodomiria, col Granducato di Cracovia e i Ducati di Oświęcim e Zator (in polacco Królestwo Galicji i Lodomerii wraz z Wielkim Księstwem Krakowskim i Księstwem Oświęcimia i Zatoru; in tedesco Königreich Galizien und Lodomerien mit dem Großherzogtum Krakau und den Herzogtümern Auschwitz und Zator), anche detto semplicemente Galizia o Polonia austriaca, fu una divisione amministrativa esistente dal 1772 al 1918 sotto la monarchia asburgica (a capo del Sacro Romano Impero), poi dell'Impero austriaco ed infine dell'Impero austro-ungarico sino alla caduta di quest'ultimo al termine della prima guerra mondiale. La sua capitale era Leopoli.
Istituito nel 1772 come terra della corona dall'Austria a seguito della prima spartizione della Polonia con la sezione sud-occidentale della Confederazione polacco-lituana, dopo la terza frammentazione del 1795, divenne un regno sotto il dominio degli Asburgo e, nel 1804, dell'Impero austriaco. Dopo le guerre napoleoniche e il Congresso di Vienna, l'Impero austriaco cedette parti della Galizia all'Impero russo, la Galizia occidentale e il distretto di Tarnopol'. Dal 1867 rimase una terra della corona nell'area della Cisleitania dell'Austria-Ungheria, con un certo grado di amministrazione polacca, fino alla sua dissoluzione nel 1918. Tra i molti titoli cerimoniali del re d'Ungheria figurava "re di Galizia e Lodomiria". Al Regno erano uniti i Ducati di Auschwitz e Zator.
Il termine "Galizia" riprendeva l'antica denominazione latina della regione, essendo in tedesco nota come Galizien e in polacco come Galicja. Anche "Lodomiria" costituiva una forma latinizzata della città di Volodymyr-Volyns'kyj, fondata nel X secolo da Vladimir il Grande e, fino alle spartizioni di Polonia, conosciuta semplicemente come Volodymyr (in polacco Włodzimierz). Re di Galizia e Lodomiria era un titolo medievale che il sovrano Andrea II d'Ungheria adottò a seguito della conquista della regione da lui portata a termine nel XII secolo.
Questa regione storica dell'Europa orientale è oggi divisa tra Polonia, Ucraina e, in misura minore, Romania. Il nucleo della storica Galizia è costituito dai moderni Oblast' di Leopoli, di Ternopil' e di Ivano-Frankivs'k dell'Ucraina occidentale.

## Storia

### 1772-1815
Nel 1772, la Galizia costituiva la porzione maggiore dell'area annessa dalla Monarchia asburgica a seguito della prima spartizione della Polonia. Per altro, la successiva regione austriaca andata alla Seconda Repubblica di Polonia che oggi rientra nell'Ucraina era conosciuta come Regno di Galizia e Lodomiria per sottolineare le rivendicazioni ungheresi sull'area. Tuttavia, dopo la terza spartizione della Polonia, alla provincia fu aggiunta anche una notevole percentuale delle terre etnicamente polacche a ovest (Nuova Galizia o Galizia occidentale), evento che mutò il riferimento geografico del termine Galizia. Leopoli (in tedesco Lemberg), che servì come fulcro principale della Galizia austriaca, era dominata dall'aristocrazia polacca, nonostante il fatto che la popolazione della metà orientale della provincia fosse principalmente di etnia rutena. In aggiunta all'aristocrazia e ai proprietari terrieri polacchi che abitavano quasi tutte le parti della Galizia, e i ruteni ad est, esisteva una nutrita comunità ebraica, già presente da secoli, anch'essa molto concentrata nelle zone orientali della provincia.
Gli austriaci, non appena giunti, si resero conto dei tesissimi rapporti tra i nobili e i contadini nell'ex territorio polacco. Tale condizione fu strumentalizzata dalle autorità per enfatizzare come l'élite locale si fosse accanita sui più deboli godendo di un potere pressoché illimitato: per legittimare dunque il regime asburgico in Galizia, si provvide a pubblicare giornali e opuscoli che testimoniassero la "selvaggia" e "assurda" barbarie dei nobili. Sempre incolpando la nobiltà polacca per l'arretratezza economica della Galizia, i governanti austriaci incentivarono lo spostamento di tedeschi, austriaci e cechi germanizzati per ripopolare la provincia; fino al 1849 nessun galiziano nativo venne nominato vice governatore. Nel 1786, le leggi polacche furono abolite e si introdusse invece il più moderno codice austriaco (quest'ultimo riemesso nel 1811). Tutti gli incarichi amministrativi risultavano assegnati a persone di lingua tedesca, mentre nei principali centri urbani (Leopoli, Cracovia e Przemyśl) la presenza dei soldati austriaci aumentò considerevolmente. Durante i primi decenni di dominio austriaco, mentre la Galizia era saldamente governata da Vienna, si realizzarono molte riforme significative per costruire un impianto burocratico. All'aristocrazia si garantirono diversi diritti, sebbene notevolmente circoscritti rispetto al passato. Gli ex servi non erano più una semplice proprietà, ma divennero soggetti di legge e gli furono concesse determinate libertà personali, come il diritto di sposarsi senza il permesso del signore. I loro obblighi di lavoro vennero definiti e limitati, e potevano scavalcare il signore e appellarsi alle corti imperiali per avere giustizia. La Chiesa uniate di rito orientale, composta principalmente da ruteni, venne rinominata "Chiesa greco-cattolica" per equipararla alla Chiesa cattolica romana; ottenne dei seminari e in seguito anche un metropolita. Anche se impopolari tra l'aristocrazia, tra il popolo comune, i polacchi come gli ucraini/ruteni, queste riforme crearono una riserva di buona volontà nei confronti dell'imperatore, che durò fino alla fine del dominio austriaco. Allo stesso tempo, comunque, l'Austria estrasse dalla Galizia una considerevole ricchezza e coscrisse un gran numero della popolazione nel servizio armato, in particolare proveniente dal ceto contadino.

### 1815-1860
Nel 1815, a seguito delle decisioni del Congresso di Vienna, Lublino e le regioni circostanti furono cedute dall'Austria al Regno del Congresso, amministrato dallo zar, mentre la regione di Ternopil', compresa la regione storica della Podolia Meridionale, venne restituita all'Austria dalla Russia, che la deteneva fin dal 1809.
Gli anni 1820 e 1830 coincisero con un periodo di governo assolutista da parte di Vienna, con la locale burocrazia galiziana ancora riempita di tedeschi e cechi germanizzati, anche se alcuni dei loro figli si stavano già polonizzando. Dopo il fallimento dell'insurrezione di novembre nella Polonia russa nel 1830-31, alla quale parteciparono poche migliaia di volontari galiziani, molti rifugiati polacchi arrivarono in Galizia. L'ultima parte degli anni 1830 vide la presenza di organizzazioni cospiratorie polacche, la cui opera culminò nell'infruttuosa insurrezione galiziana del 1846, facilmente sedata dagli austriaci con l'aiuto dei contadini galiziani, rimasti leali all'imperatore. Tale ribellione si verificò solo nella parte occidentale della Galizia, popolata da polacchi, e il conflitto fu tra patrioti, nobili e ribelli da una parte e indifferenti contadini polacchi dall'altra. Nel 1846, tra i risultati della fallita rivolta, l'antica capitale polacca, Cracovia, la quale godeva dello status di città libera e la cui forma di governo era repubblicana, finì per rientrare nella parte Galizia facente capo a Leopoli (Lemberg).
Negli anni 1830, nella parte orientale della Galizia, si ebbero i primi segni di un risveglio nazionale tra i ruteni. Un circolo di attivisti, principalmente seminaristi greco-cattolici, influenzati dal movimento romantico in Europa e dall'esempio di altri compatrioti slavi, in particolare nell'Ucraina orientale sotto dominio russo, iniziarono a volgere la loro attenzione al popolo comune e al suo linguaggio. Nel 1837, la cosiddetta Triade Rutena, guidata da Markijan Semenovyč Šaškevyč, Jakiw Holowazkyj e Iwan Wahyłewycz, pubblicò La Ninfa del Nistro, una collezione di canti popolari e di altro materiale nella comune lingua rutena. Allarmate da una possibile nuova sommossa, le autorità austriache e il metropolita greco-cattolico, misero al bando il libro.
Nel 1848 si ebbero rivoluzioni a Vienna e in altre parti dell'Impero austriaco. Quando a Cracovia si svolse una rivolta ispirata dai rivoluzionari polacchi, i contadini galiziani si ribellarono ai proprietari terrieri, dimostrandosi così a sostegno del governo austriaco. Nella "strage galiziana" persero la vita più di 2.000 proprietari terrieri polacchi e membri delle loro famiglie. In alcuni distretti, ad esempio a Tarnow, quasi il 90% delle proprietà finì saccheggiato e bruciato.
Il governo asburgico stava cercando di impedire che la Galizia si trasformasse in un "Piemonte polacco", da dove avrebbe potuto iniziare la restaurazione di uno stato polacco indipendente; strumentalizzando le controversie nazionali e sociali in Galizia, si iniziò a incoraggiare il movimento Rusyn finendo per dare luogo ad un effetto imprevedibile, quello di originare, come definito dallo storico Magocsi, un "Piemonte ucraino". Nella sua opera Ucraina: la storia, lo storico ucraino-canadese Orest Subtelnyi sostiene che il governatore galiziano Franz Seraph von Stadion "attirò e sostenne attivamente [...] la timida élite dell'Ucraina occidentale, sperando di usarla come contrappeso contro gli invece più pressanti polacchi". Sotto la sua guida, nacque e prosperò il Rusyn Rada (Consiglio russino) e a Leopoli fu fondato un quotidiano intitolato "L'alba della Galizia".
Il 15 maggio 1848, nel sopraccitato giornale venne pubblicato un articolo in cui il Consiglio russino richiedeva l'autonomia amministrativa e un libero sviluppo della cultura e della lingua nazionale per i galiziani russini, i quali erano solo "una parte della vasta comunità rutena che si esprime in una sola lingua e che conta 15 milioni di persone". Si trattò del primo documento in cui si sottolineava l'idea di unire le visioni della popolazione sottoposta alla monarchia asburgica e di quella della Rutenia, al tempo facente parte dell'Impero russo. Con ogni mezzo possibile, i principali esponenti del Rada sottolinearono con forza il fatto che la Galizia fosse abitata dai russini (Ruthenen, un'etnia diversa dai russi, Russen) oltre che dai polacchi; si giunse persino a considerare i russini la spina dorsale dell'Austria-Ungheria nella provincia.
Seguì un decennio di rinnovato assolutismo, per placare i polacchi: il conte Agenor Gołuchowski, un rappresentante conservatore dell'aristocrazia galiziana orientale, i cosiddetti podoliani, venne nominato viceré. Egli iniziò a polonizzare l'amministrazione locale e riuscì a far mettere da parte le idee rutene di partizione della provincia. Non ebbe comunque successo nel costringere la Chiesa greco-cattolica a passare all'uso del calendario gregoriano, o tra i ruteni in generale, a sostituire l'alfabeto cirillico con quello latino.

### Esperimenti costituzionali

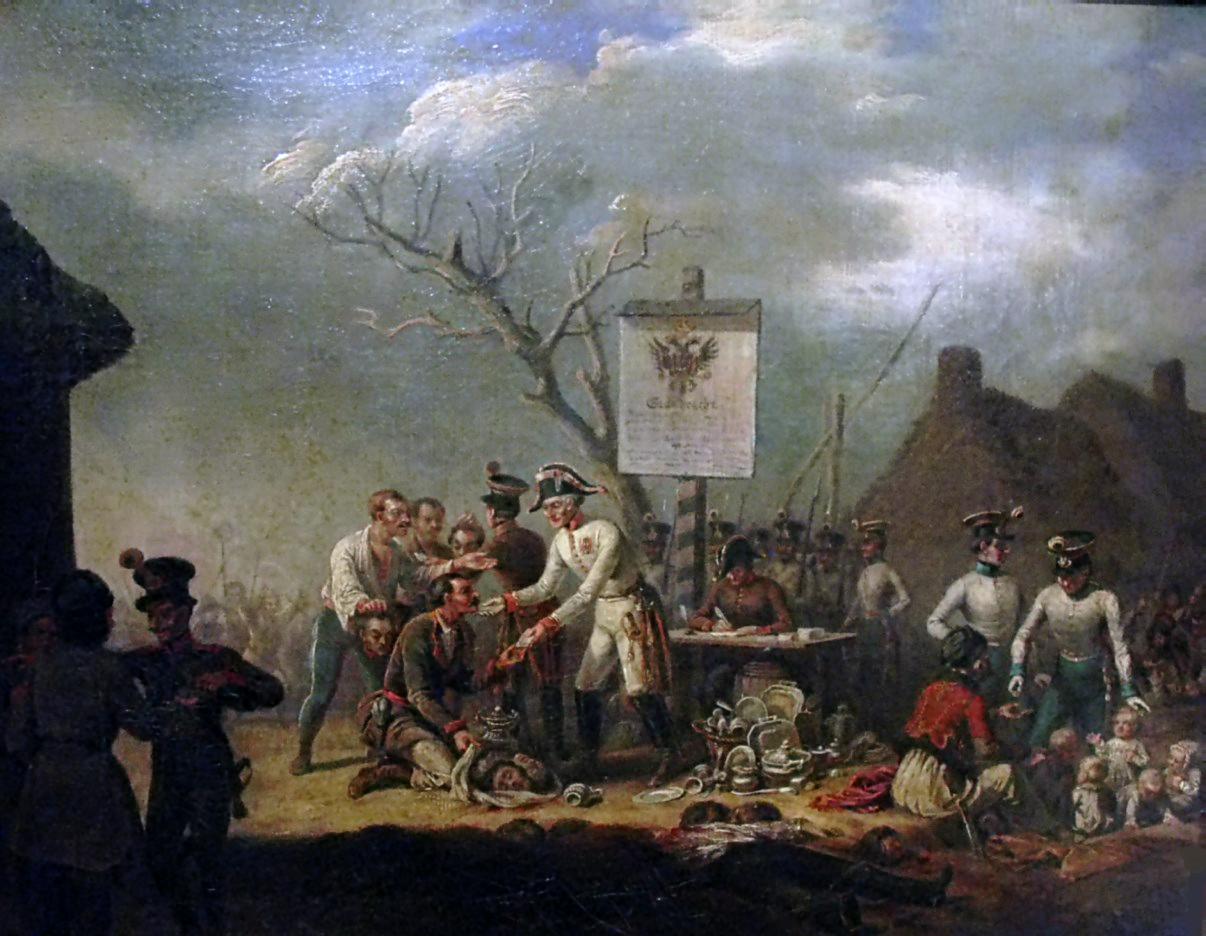
Il massacro in Galizia (in polacco Rzeź galicyjska) di Jan Lewicki (1795-1871)

Nel 1859, a seguito della sconfitta militare austriaca in Italia, l'Impero entrò in un periodo di sperimentazione costituzionale. Nel 1860, il governo di Vienna, influenzato da Agenor Gołuchowski, emanò il suo "Diploma di ottobre", che prevedeva una federalizzazione conservatrice dell'impero. Ma una reazione negativa dei territori di lingua tedesca portò a cambiamenti nel governo e all'emissione del "Brevetto di febbraio" che diluì questa decentralizzazione. Ciononostante, nel 1861 alla Galizia venne garantita un'Assemblea Legislativa, o Camera dei deputati della Polonia. Anche se inizialmente la rappresentanza dei contadini polacchi e ruteni filoasburgici era considerevole in questo organo (circa metà dell'assemblea), e vennero discusse le pressanti questioni sociali e rutene, le pressioni amministrative limitarono l'efficacia dei rappresentanti dei contadini e dei ruteni e la Camera dei deputati della Polonia venne dominata dall'aristocrazia e dai possidenti terrieri polacchi, che erano favorevoli a un'ulteriore autonomia. In quello stesso anno, delle sommosse esplosero nella Polonia russa e in parte arrivarono fino in Galizia, La Camera dei deputati della Polonia cessò di riunirsi.
Nel 1863 la rivolta aperta scoppiò nella Polonia russa e dal 1864 al 1865 il governo austriaco dichiarò lo stato di assedio in Galizia, sospendendo temporaneamente le libertà civili.
Il 1865 portò un ritorno a idee federali che seguivano le linee suggerite da Agenor Gołuchowski, e negoziazioni sull'autonomia iniziarono nuovamente tra l'aristocrazia polacca e Vienna.
Nel frattempo, i ruteni si sentivano sempre più abbandonati da Vienna e il Consiglio russino, riunitosi spesso attorno alla cattedrale greco-cattolica di San Giorgio a Leopoli, sponsorizzò la visione di chi volesse avvicinarsi alla Russia. I sostenitori più estremisti di questo orientamento vennero ad essere conosciuti come "russofili". Al tempo stesso, influenzati dalla poesia in lingua ucraina del poeta ucraino orientale, Taras Ševčenko, sorse un movimento ucrainofilo che pubblicò opere letterarie in vernacolo ucraino/ruteno e fondò una rete di sale di lettura. I sostenitori di questo orientamento divennero noti come "populisti", e poi semplicemente come "ucraini". Quasi tutti i ruteni comunque, speravano ancora nell'uguaglianza nazionale e in una divisione amministrativa della Galizia secondo linee etniche.

### Autonomia galiziana

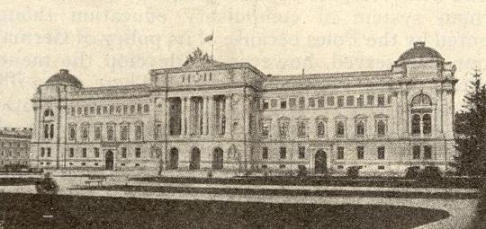
La Camera dei deputati della Polonia galiziana (parlamento) a Leopoli

Nel 1866, a seguito della battaglia di Sadowa e della sconfitta austriaca nella guerra Austro-Prussiana, l'Impero austriaco iniziò a sperimentare crescenti problemi interni. Nel tentativo di raccogliere sostegno per la monarchia, l'imperatore Francesco Giuseppe iniziò dei negoziati per giungere ad un compromesso con la nobiltà magiara, al fine di assicurarsene il sostegno. Alcuni membri del governo, come il primo ministro austriaco Conte Belcredi, consigliarono l'imperatore di fare un più completo accordo costituzionale con tutte le nazionalità, che avrebbero creato una struttura federale. Belcredi era preoccupato che un accomodamento con gli interessi magiari avrebbe alienato le altre nazionalità. Comunque, Francesco Giuseppe non fu in grado di ignorare il potere della nobiltà magiara, ed essa non avrebbe accettato niente di meno che il dualismo tra sé e le tradizionali élite austriache.
Alla fine, dopo il cosiddetto Ausgleich del febbraio 1867, l'Impero austriaco venne riformato nella dualista Austria-Ungheria. Anche se i piani cechi e polacchi per far sì che le loro parti della monarchia venissero incluse nella struttura federale fallirono, prese il via un lento ma stabile processo di liberalizzazione del dominio austriaco in Galizia. I rappresentanti dell'aristocrazia polacca e dell'intellighenzia si rivolsero all'imperatore chiedendo una maggior autonomia per la Galizia. Le loro domande non vennero accolte totalmente, ma nel corso degli anni successivi vennero fatte diverse significative concessioni verso l'istituzione dell'autonomia galiziana.
Dal 1873, la Galizia fu de facto una provincia autonoma dell'Austria-Ungheria con il polacco e a un livello molto inferiore l'ucraino, come lingue ufficiali. La germanizzazione era stata fermata e la censura sollevata. La Galizia fu soggetta alla parte austriaca della monarchia duale, ma la Camera dei deputati della Polonia galiziana e l'amministrazione provinciale ebbero privilegi e prerogative estese, in particolare nel campo di istruzione, cultura e affari interni.
Questi cambiamenti vennero supportati dai principali intellettuali polacchi. Nel 1869 un gruppo di giovani pubblicisti conservatori di Cracovia, tra cui Józef Szujski, Stanisław Tarnowski, Stanisław Koźmian e Ludwik Wodzicki, pubblicò una serie di pamphlet satirici intitolati Teka Stańczyka (Il Portfolio di Stańczyk). Solo cinque anni dopo la tragica fine della rivolta di gennaio, i pamphlet ridicolizzavano l'idea delle rivolte nazionali armate e suggerivano un compromesso con i nemici della Polonia, in particolare l'Impero austro-ungarico, concentrazione sulla crescita economica, e accettazione delle concessioni politiche offerte da Vienna. Questo gruppo politico divenne noto come gli Stanczyk o Conservatori di Cracovia. Assieme ai proprietari terrieri conservatori polacchi della Galizia Orientale e agli aristocratici chiamati "podoliani", ottennero un'ascendenza politica in Galizia che durò fino al 1914.
Questo trasferimento di potere da Vienna alla classe terriera polacca non fu ben accolto dai ruteni, che divennero più nettamente divisi in russofili, che guardavano alla Russia per la salvezza, e ucraini, che sottolineavano le loro connessioni con la gente comune.
Sia Vienna che i polacchi videro il tradimento tra i russofili e una serie di processi politici alla fine li screditarono. Nel frattempo venne elaborato un accordo, nel 1890, tra i polacchi e i "populisti" ruteni, che vide l'ucrainizzazione del sistema scolastico nella Galizia Orientale e altre concessioni alla cultura ucraina. In seguito, il movimento nazionale ucraino si diffuse rapidamente tra i contadini ruteni e, nonostante ripetuti contrattempi, nei primi anni del XX secolo aveva quasi completamente rimpiazzato gli altri gruppi ruteni come principale rivale per il potere con i polacchi. Durante questo periodo, gli ucraini non abbandonarono mai le tradizionali richieste rutene di uguaglianza nazionale e per la spartizione della provincia in una metà occidentale e polacca, e una orientale e ucraina.

### La grande emigrazione economica
A partire dagli anni 1880, si ebbe un'emigrazione di massa dei contadini galiziani. L'emigrazione iniziò con carattere stagionale verso la Germania (da poco unificata e dall'economia dinamica) e divenne in seguito transatlantica, caratterizzata da spostamenti su grande scala verso Stati Uniti, Brasile e Canada.
Causata dalle condizioni economiche arretrate della Galizia, dove la povertà rurale era diffusa (si veda il capitolo sull'economia più sotto), l'emigrazione iniziò nella parte occidentale, popolata da polacchi, per poi spostarsi verso est verso le parti ucraine. Polacchi, ucraini, ebrei e tedeschi, parteciparono tutti a questo spostamento di massa della popolazione rurale. I polacchi migrarono principalmente verso il New England e gli stati del Midwest degli Stati Uniti, ma anche in Brasile e altrove; gli ucraini migrarono verso Brasile, Canada e USA, con un flusso molto intenso dalla Podolia Meridionale verso il Canada Occidentale; e gli ebrei migrarono verso il Nuovo Mondo direttamente, o indirettamente attraverso altre parti dell'Austria-Ungheria. La stragrande maggioranza degli ucraini e dei polacchi che si recarono in Canada prima del 1914 provenivano dalla Galizia o dalla vicina provincia della Bucovina dell'impero austriaco. Nel 1847, 1849, 1855, 1865, 1876 e 1889, ebbero luogo carestie in Galizia che portarono alla morte di migliaia di persone, aumentando la sensazione che la vita in Galizia fosse senza speranza e ispirando le persone a partire alla ricerca di una vita migliore nel Nuovo Mondo. Come se non bastasse, all'esodo si aggiunsero le leggi sulle successioni in Galizia adottate nel 1868, le quali stabilivano che la terra doveva essere assegnata in maniera uguale e spartita tra i figli dei contadini: essendo il tasso di natalità nella regione assai elevato, si giunse ad una frammentazione enorme sia per i grandi che, a maggior ragione, per i piccoli agricoltori.
In totale, diverse centinaia di migliaia di persone furono coinvolte in questa "grande emigrazione economica", che crebbe stabilmente di intensità fino allo scoppio della prima guerra mondiale nel 1914. La guerra pose un arresto temporaneo all'emigrazione, che non raggiunse più le proporzioni del passato. La fuga, in particolare quella verso il Brasile, la "Febbre brasiliana" come venne chiamata all'epoca, venne descritta nelle opere letterarie dell'epoca della poetessa polacca Maria Konopnicka, dello scrittore ucraino Ivan Franko, e di molti altri. Lo scrittore Osyp Oleskiv è stato determinante nel reindirizzare la migrazione ucraina dal Brasile verso il Canada, sebbene il primo arrivo di un personaggio di spessore, quello di Ivan Pylypiv, fosse avvenuto alcuni anni prima.
Per quanto riguardava le relazioni sociali, soprattutto tra contadini e proprietari terrieri, la zona risultava la più arretrata della vecchia Confederazione polacco-lituana. La sorte dei contadini nelle regioni occupate dai prussiani dopo il 1795 migliorò decisamente a rilento per via di vari provvedimenti legislativi, mentre nei distretti andati ai russi ci volle circa un secolo perché lo zar Alessandro II bandisse ufficialmente la servitù della gleba nel 1870. Nella Galizia austriaca, invece, i servi della gleba vennero costretti attraverso pratiche intimidatorie a prestare servigi alla ricca classe mercantile e alla nobiltà locale, una condizione di vessazione che durò imperterrita fino all'inizio del Novecento.
Nonostante quasi 750.000 persone emigrate attraverso l'Atlantico dal 1880 al 1914, la popolazione della Galizia crebbe del 45% tra il 1869 e il 1910.

### Grande Guerra e dissoluzione

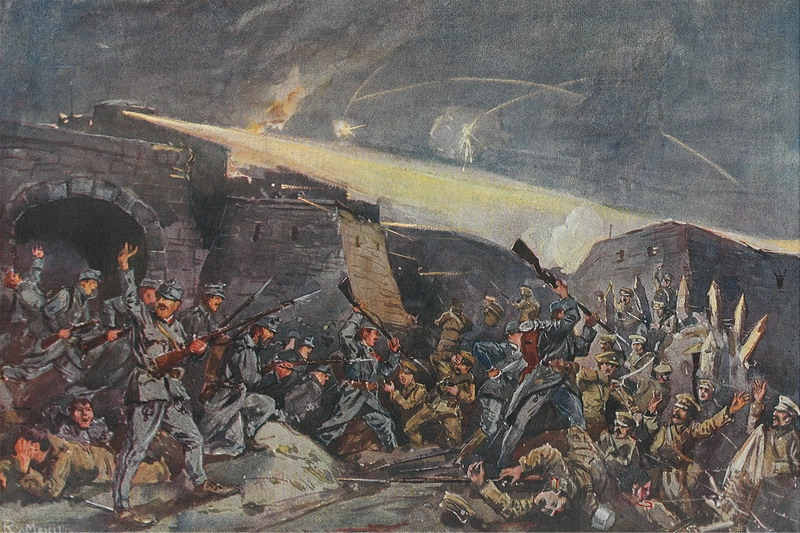
L'assedio di Przemyśl nel 1915

Durante la prima guerra mondiale, la Galizia fu teatro di pesanti combattimenti tra le forze della Russia e gli Imperi centrali. I combattimenti iniziarono nel 1914 quando l'esercito russo avanzò nella provincia austro-ungarica della Galizia e nella Prussia orientale tedesca. Il primo attacco effettuato in quest'ultima regione si tramutò rapidamente in una disfatta dopo la battaglia di Tannenberg nell'agosto del 1914, mentre la seconda incursione ebbe invece successo. Sotto il comando dei generali Nikolai Ivanov e Aleksej Brusilov, i russi vinsero la battaglia di Galizia a settembre e diedero il via all'assedio di Przemyśl, la fortezza immediatamente successiva sulla strada verso Cracovia. Alla fine del dicembre 1914, nonostante l'offensiva di Gorlice-Tarnów di qualche mese prima, i russi controllavano ancora quasi tutta la Galizia: ad ogni modo, il fronte si stabilizzò per poco tempo e gli attaccanti dovettero abbandonare la Galizia nella primavera e nell'estate del 1915 per via di un'offensiva combinata delle forze tedesche, austro-ungariche e turche.
Nel 1918, la Galizia occidentale divenne parte della restaurata Repubblica di Polonia, mentre la popolazione ucraina locale cercò di approfittare dell'instabile condizione dell'Europa centrale dopo il termine della Grande Guerra per sancire l'indipendenza della Galizia orientale come Repubblica Nazionale dell'Ucraina Occidentale. Su tali premesse, si scatenò la guerra polacco-ucraina: dopo aver rivendicato i suoi vecchi territori e aver percepito la minaccia molto maggiore costituita dalla RSFS Russa, la Polonia prese le parti dell'amministrazione ucraina a Kiev, la Repubblica Popolare Ucraina, ai danni della Russia bolscevica. Durante la guerra polacco-sovietica prese forma, basandosi su fragili fondamenta, la Repubblica Socialista Sovietica di Galizia di breve durata a Ternopil'. Alla fine, l'intera provincia fu riacquisita dai polacchi e divisa in quattro voivodati, con capitali a Cracovia, Lviv (Lwów), Ternopil (Tarnopol) e Stanyslaviv (Stanisławów)
Gli ucraini dell'antica Galizia orientale e della vicina provincia della Volinia costituivano circa il 15% della popolazione della Seconda Repubblica polacca, risultando pertanto la minoranza numericamente più numerosa. L'annessione della Polonia della Galizia orientale, mai accettata come legittima dalla maggior parte degli ucraini, fu riconosciuta a livello internazionale nel 1923. Una simile scelta, senza considerare gli ulteriori problemi sorti a livello economico, contribuì ad acuire le tensioni tra il governo polacco e la popolazione ucraina, dando infine origine all'Organizzazione dei Nazionalisti Ucraini, un partito politico nazionalista fondato nel 1929 da esuli anticomunisti e anti-russi nella città di Vienna.
Nella parte occidentale della Galizia, i lemchi russini costituirono la Repubblica di Lemko-Rusyn nel 1918, dimostrandosi favorevoli a un'unione con la Russia piuttosto che con l'Ucraina. Poiché una simile strada risultava impraticabile per svariate ragioni, non ultima la distanza geografica dai territori controllati da Mosca, in seguito i lemchi tentarono di avviare contatti con i russini che risiedevano a sud dei Carpazi, nel tentativo di unirsi alla Cecoslovacchia: se così fosse stato, questi sarebbero diventati la terza comunità etnica per numero. Tale tentativo fu represso dal governo polacco nel 1920 e l'area fu incorporata alla Polonia, in quel momento già sotto la lente della comunità internazionale per via della controversa formazione dello Stato della Lituania Centrale. I capi della repubblica di breve durata furono successivamente processati dal governo polacco, in seguito però assolti.

## Suddivisioni amministrative

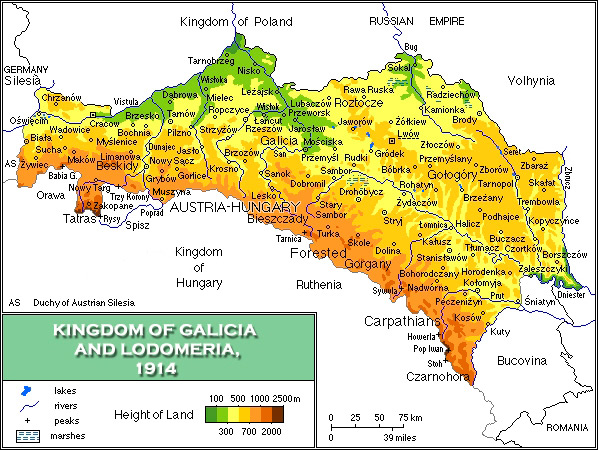
Mappa fisica del Regno di Galizia e Lodomiria, 1849–1918

In tempi rapidi, i territori polacchi appena acquisiti che erano conosciuti a livello amministrativo come Kreise (Voivodato in Polonia) furono riorganizzati nel novembre 1773 in 59 Kreisdistriktes (distretti terrestri), mentre l'assetto precedente andò abolito. Alcuni vecchi voivodati vennero incorporati del tutto, mentre la maggioranza di essi solo parzialmente. Tra questi apparivano i vecchi voivodati di Bełz, della Rutenia Rossa, di Cracovia, Lublino, Sandomierz e della Podolia. Anche durante la guerra russo-turca nel 1769, il territorio nordoccidentale della Moldavia (ribattezzato Bucovina) risultò occupato dall'Impero russo che lo cedette nel 1774 all'Impero austriaco.

### Insediamenti principali
Il Regno fu diviso in numerose contee (powiat), che nel 1914 si attestavano a circa 75. Oltre a Leopoli (Lwów in polacco), capoluogo del Regno, Cracovia era considerata il secondo agglomerato urbano della sezione occidentale della Galizia e la seconda più importante città della regione.
- Belz (in polacco: Bełz, in yiddish: Beltz)
- Biecz (in tedesco: Beitsch)
- Bochnia (in tedesco: Salzberg)
- Boryslav (in polacco: Borysław)
- Brody (in yiddish: Brod)
- Brzeżany (in ucraino: Бережани, Berežany)
- Bučač (in polacco: Buczacz)
- Bus'k
- Chrzanów
- Čortkiv (in polacco: Czortkow)
- Cracovia (in tedesco: Krakau, in yiddish: Kruke)
- Dukla (in ucraino: Дукля, Duklja)
- Drohobyč (in polacco: Drohobycz)
- Gorlice (in ucraino: Горлиці, Horlyci, in tedesco: Görlitz)
- Halyč (in polacco: Halicz, in tedesco: Halitsch, In yiddish: Galits)
- Husjatyn
- Jarosław (in tedesco: Jaroslau, in ucraino: Ярослав, Jaroslav)
- Jasło (in tedesco: Jassel)
- Kaluš (in polacco: Kałusz)
- Kolomyja (in tedesco: Kolomea, in polacco: Kołomyja, in rumeno: Colomeea, in yiddish: Kolomay)
- Kozova (in polacco: Kozowa)
- Krosno (in tedesco: Krossen, in ucraino: Коросно, Korosno)
- Łańcut (in tedesco: Landshut)
- Leopoli (in ucraino: Львів, L'viv, in tedesco: Lemberg, in polacco: Lwów, in yiddish: Lemberik)
- Lesko (in ucraino: Лісько, Lis'ko, in yiddish: Linsk)
- Leżajsk (in tedesco: Lyschansk, in yiddish: Lizhensk)
- Limanowa (in tedesco: Ilmenau)
- Machlynec'
- Myślenice (in tedesco: Mischlenitz)

- Nadvirna (in polacco: Nadwórna)
- Nowy Sącz (in tedesco: Neu Sandez, in yiddish: Zanz)
- Oświęcim (in tedesco: Auschwitz, in yiddish: Oshpetsin)
- Peremyšljany (in polacco: Przemyślany)
- Przemyśl (in ucraino: Перемишль, Peremyšl')
- Pidhajci (in polacco: Podhajce)
- Rava-Rus'ka (in polacco Rawa Ruska, in yiddish: Rave)
- Rohatyn
- Rymanów (in tedesco: Reimannshau)
- Rzeszów (in yiddish: Rejsza, in ucraino: Ряшів, Rjašіv, in tedesco: Reichshof)
- Sambir (in polacco: Sambor)
- Sanok (in ucraino: Сянік, Sianik, in yiddish: Sonik, in ungherese: Sánók)
- Stanyslaviv (in polacco: Stanisławów, in tedesco: Stanislau, in yiddish: Stanislev, ora: Ivano-Frankivs'k)
- Tarnów (in ucraino: Тарнів, Tarniv, in tedesco: Tarnau)
- Terebovlja (in polacco: Trembowla)
- Ternopil' (in polacco: Tarnopol)
- Tomaszów Lubelski (in ucraino: Томашів-Любельський, Tomašiv-Ljubel's'kyj)
- Truskavec' (in polacco: Truskawiec)
- Wieliczka (in tedesco: Groß Salze)
- Zališčyky (in polacco: Zaleszczyki)
- Zator (in tedesco: Neuenstadt an der Schaue)
- Zoločiv (in polacco: Złoczów, in yiddish: Zlotshev)
- Žovkva (in polacco: Żółkiew)
- Żywiec (in ucraino: Живець, Žyvec', in tedesco: Saybusch)

### Altre entità amministrative

#### Galizia occidentale
La Galizia occidentale fece parte del Regno dal 1795 al 1809, fino al 1803 come unità amministrativa separata.
| - Biała Podlaska - Chełm - Józefów - Kielce - Końskie - Cracovia | - Lublino - Łuków a Radzyń Podlaski - Mińsk a Wiązowna - Radom - Sandomierz, dal 1798 a Opatów - Siedlce |

#### Territorio della Bucovina
La Bucovina fece parte del Regno dal 1775 al 1849 (dopo il 1849: Ducato di Bucovina).

#### Libera Città di Cracovia
La Città Libera di Cracovia era un condominio con la Prussia e la Russia dal 1815 al 1846, parte del Regno dal 1846.

## Politica

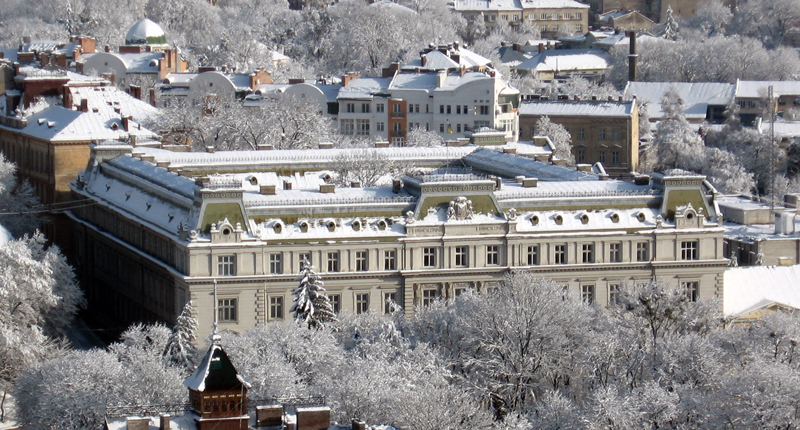
Il Palazzo del Viceré a Leopoli

### Ordinamento dello Stato
Dopo le spartizioni della Polonia la regione venne governata con la nomina di un governatore, poi viceré. Durante il periodo di guerra l'incarico di viceré venne affiancato da un governatore militare. Nel 1861 venne istituita anche un'assemblea regionale, il Sejm delle Terre, che inizialmente venne collocato al teatro Skarbek sino al 1890 per mancanza di strutture adeguate.
Segue una lista dei governatori.
Funzionari civili
- 20 ottobre 1772 - gennaio 1774: Conte Johann Baptist Anton von Pergen
- gennaio 1774 - giugno 1774: Conte Andreas Hadik von Futak
- giugno 1774 - giugno 1780: Heinrich Joseph Johann von Auersperg
- giugno 1780 - ottobre 1794: Conte Joseph Brigido von Bresowitz
- ottobre 1794 - 1º luglio 1795: Joseph Mailath de Szekely
- 1º luglio 1795 - febbraio 1801: Conte Johann Jakob von Gaisruck
- febbraio 1801 - agosto 1801: Conte Joseph Franz de Paula von Sweerts-Sporck (ad interim)
- settembre 1801 - luglio 1806: Barone Józef von Úrményi
- luglio 1806 - marzo 1809: Christian Wurmser

Governatori militari
- 1806 - 1808: Conte Heinrich Joseph Johannes von Bellegarde (1ª volta)
- 1808 - 1809: ?
- 1809 - 1813: Conte Heinrich Joseph Johannes von Bellegarde (2ª volta)
- 1813 - 1814: Barone Michael von Klienmayr

Governatori
- marzo 1810 - aprile 1815: Conte Peter von Goëss
- aprile 1815 - luglio 1815: Georg Oechsner (formalmente)
- agosto 1815 - novembre 1822: Barone Joseph von Hauer (formalmente dal settembre 1817)
- novembre 1822 - agosto 1826: Ludwig Patrick Taaffe

Governatori generali
- agosto 1826 - settembre 1832: Principe August Longin von Lobkowitz
- settembre 1832 - 2 luglio 1846: Arciduca Ferdinando Carlo Giuseppe d'Asburgo-Este
- luglio 1846 - agosto 1847: Barone Franz Krieg von Hochfelden (formalmente)
- 1º agosto 1847 - giugno 1848: Conte Franz Seraph Stadion von Warthausen und Thannhausen
- giugno 1848 - 1º luglio 1848: Barone Wilhelm Karl Konrad von Hammerstein
- 1º luglio 1848 - 30 luglio 1848: Conte Agenor Romuald Onufry Goluchowski von Goluchowo (formalmente)
- 30 luglio 1848 - 15 gennaio 1849: Wacław Michał Zaleski
- 15 gennaio 1849 - 13 dicembre 1859: Conte Agenor Romuald Onufry Goluchowski von Goluchowo (1ª volta)
- 1859 - 1860: Barone Joseph von Kalchberg (formalmente)
- 1860 - 1861: Cavaliere Karl von Mosch (formalmente)
- 1861 - 27 ottobre 1864: Conte Alexander von Mensdorff-Pouilly
- 1864 - 19 ottobre 1866: Barone Franz Xaver von Paumgartten
- 20 ottobre 1866 - 7 ottobre 1867: Conte Agenor Romuald Onufry Goluchowski von Goluchowo (2ª volta)
- 1867 - 1871: Barone Ludwik von Choborski Possinger (formalmente)
- 20 luglio 1871 - 3 agosto 1875: Conte Agenor Romuald Onufry Goluchowski von Goluchowo (3ª volta)
- 24 novembre 1875 - 10 agosto 1883: Conte Alfred Józef Potocki von Pilawa
- 10 agosto 1883 - settembre 1888: Filip Zaleski
- ottobre 1888 - settembre 1895: Conte Kazimierz Feliks Badeni
- 25 settembre 1895 - marzo 1898: Principe Eustachy Stanisław Sanguszko
- 31 marzo 1898 - giugno 1903: Conte Leon von Pilinski
- 8 giugno 1903 - 12 aprile 1908: Conte Andrzej Potocki von Pilawa
- 28 aprile 1908 - 14 maggio 1913: Michał Bobrzyński
- 14 maggio 1913 - 20 agosto 1915: Witold Korytowski
- agosto 1915 - 8 aprile 1916: Hermann von Colard
- aprile 1916 - marzo 1917: Barone Erich von Diller
- 1917 - 1º novembre 1918: Conte Karl Georg Huyn, di fatto subordinato al Consiglio di reggenza ed al commissario generale principe Witold Czartoryski anziché alla corona austriaca.

### Esercito

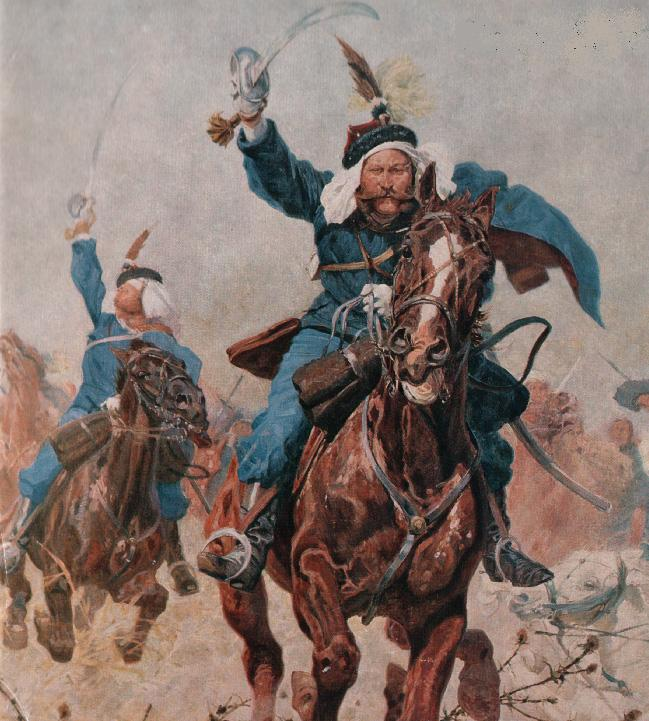
Il 13º Reggimento Lancieri della Galizia alla battaglia di Custoza

Il Regno era diviso in tre principali distretti militari con centro a Cracovia, Leopoli e Przemyśl. In ogni reggimento vi era una lingua reggimentale, parlata dalla maggior parte delle reclute e che anche gli ufficiali erano tenuti a conoscere. Una delle principali unità risultava la 1ª armata, che riuniva, tra gli altri, il 1º Corpo di Cracovia, 5° di Pressburg e il 10° di Przemyśl.

#### Unità speciali (1914)
8 degli 11 reggimenti di Lancieri si trovavano di stanza in Galizia.
- 1º Reggimento Lancieri di Galizia di Ritter von Brudermann (85% polacchi) (lingua del reggimento polacco)
- 2º Reggimento Lancieri di Galizia di Fürst zu Schwarzenberg (84% polacchi) (lingua del reggimento polacco)
- 3º Reggimento Lancieri di Galizia dell'arciduca Carlo (69% polacchi, 26% ucraini) (lingua del reggimento polacco)
- 4th Reggimento Lancieri di Galizia "Kaiser" (65% ucraini, 29% polacchi) (lingua del reggimento polacco e ucraino)
- 6º Reggimento Lancieri di Galizia dell'Imperatore Giuseppe II (52% polacchi, 40% ucraini) (lingua del reggimento polacco e ucraino)
- 7º Reggimento Lancieri di Galizia dell'arciduca Francesco Fedinando (72% ucraini, 22% polacchi) (lingua del reggimento ucraino)
- 8º Reggimento Lancieri di Galizia del Conte Auersperg (80% polacchi) (lingua del reggimento polacco)
- 13º Reggimento Lancieri di Galizia di Eduard von Böhm-Ermolli (55% ucraini, 42% polacchi) (lingua del reggimento polacco e ucraino)
- 1º Reggimento Lancieri (65% ucraini, 30% polacchi)
- 3º Reggimento Lancieri (69% polacchi, 26% ucraini)
- 4º Reggimento Lancieri dell'Armata (85% polacchi)

Un reggimento di dragoni
- 9º Reggimento Dragoni di Galizia-Bucovina dell'Arciduca Alberto (50% rumeni, 29% ucraini) (lingua del reggimento rumeno e ucraino)

10 reggimenti di fanteria:

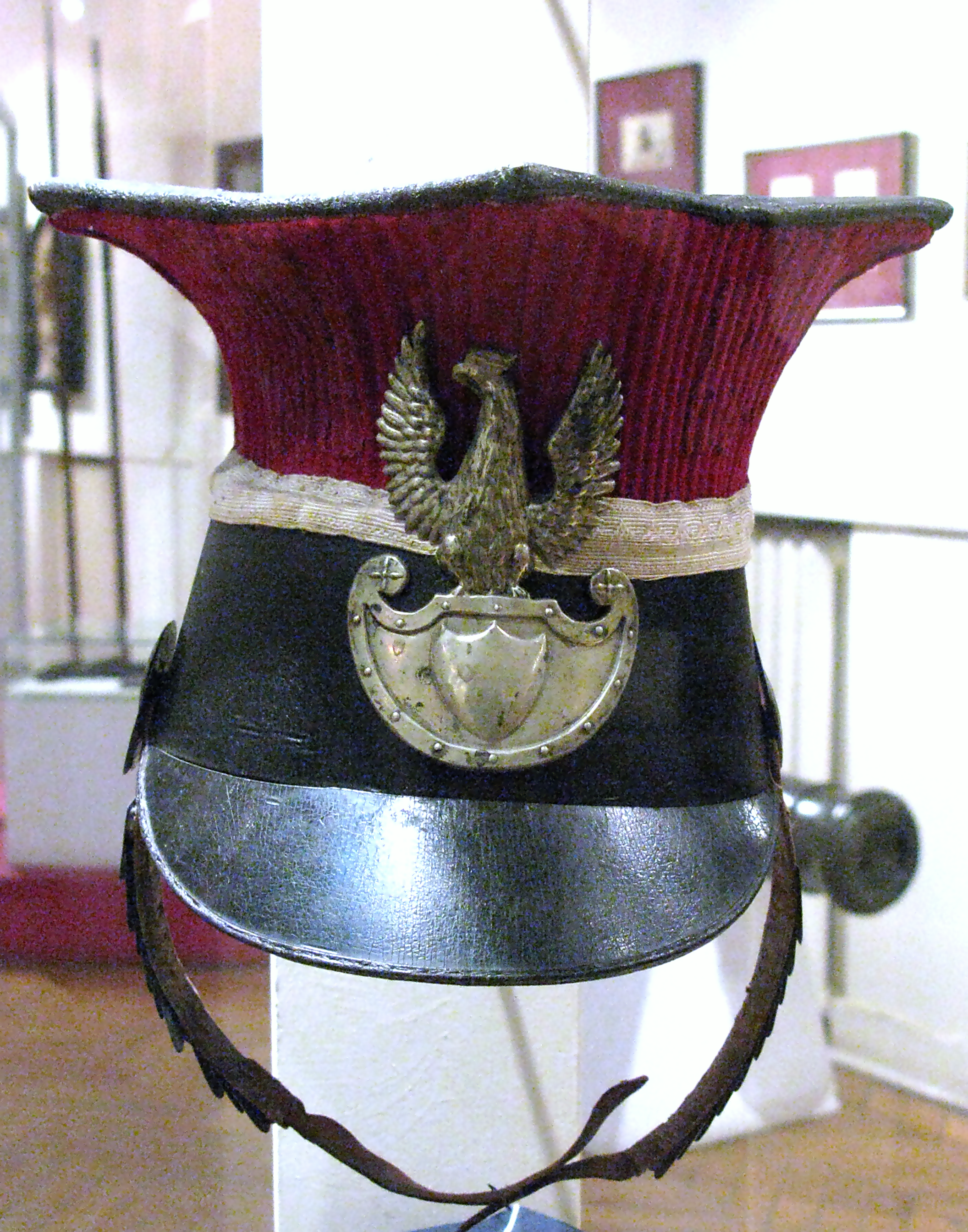
Sciaccò della guardia nazionale polacca a Leopoli nel 1848

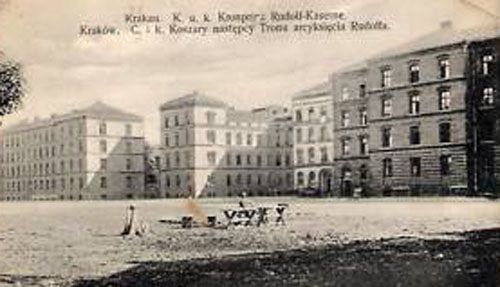
Caserma Rudolf a Cracovia

- 16º Reggimento di Fanteria Armata "Krakau" (82% polacchi)
- 17º Reggimento di Fanteria Armata "Rzeszów" (97% polacchi)
- 18º reggimento di fanteria dell'esercito "Przemyśl" (47% ucraini, 43% polacchi)
- 19º reggimento di fanteria dell'esercito "Lemberg" (59% ucraini, 31% polacchi)
- 20º Reggimento Fanteria Armata "Stanislau" (72% Ucraini)
- 32º reggimento di fanteria dell'armata (91% polacchi), Tarnów
- 33º reggimento di fanteria dell'armata (73% ucraini), Stryj
- 34º reggimento di fanteria dell'armata (75% polacchi), Jarosław
- 35º reggimento di fanteria dell'esercito (68% ucraini, 25% polacchi), Zoločiv
- 36º reggimento di fanteria dell'esercito (70% ucraini, 21% polacchi), Kolomyja

Due divisioni di artiglieria
- 43ª divisione di artiglieria campale (55% ucraini, 25% polacchi), Lemberg
- 45ª divisione di artiglieria campale (60% ucraini, 25% polacchi), Przemyśl

Cinque battaglioni Feldjäger (polizia militare)
- 4º Battaglione Galizia Feldjäger (77% polacchi), Braunau am Inn (distretto di Rzeszow)
- 12º Battaglione Bohemia Feldjäger (67% ceco, 32% tedesco), Cavalese (distretto di Cracovia)
- 14º Battaglione Feldjäger (47% ucraini, 43% polacchi), Mezzolombardo (distretto di Przemyśl)
- 18º Battaglione Feldjäger (59% ucraini, 31% polacchi), Trient (distretto di Leopoli)
- 30º Battaglione Galizia-Bucovina Feldjäger (70% ucraini), Steyr (distretto di Stanislav)

#### Altri
- 10º Battaglione Genieri (50% polacchi, 30% ucraini) (Przemyśl)
- 1º Battaglione Zappatori (50% polacchi, 23% tedeschi, 23% cechi) (Krakau)
- 10º Battaglione Zappatori (50% polacchi, 30% ucraini) (Przemyśl)
- 11º Battaglione Zappatori (48% ucraini, 32% polacchi) (Leopoli)
- Legioni polacche
- Legioni ucraine, in seguito confluite nel gruppo di battaglia dell'arciduca Guglielmo (1895-1948)
- 1ª divisione di fucili cosacchi ucraini (1918)

### Simboli
Fino al 1849, la Galizia e Lodomiria formavano un'unica provincia con la Bucovina e usavano una bandiera blu-rossa (composta da due strisce orizzontali: quella superiore era blu, quella inferiore era rossa).
Nel 1849 la Bucovina ottenne uno status indipendente da quello della Galizia-Lodomiria e mantenne la bandiera blu-rossa, mentre la Galizia ricevette un nuovo vessillo composto da tre strisce orizzontali blu, rosse e gialle. Quest'ultimo rimase in uso fino al 1890, quando la Galizia-Lodomiria ricevette un'ulteriore bandiera, stavolta composta da due strisce orizzontali rosse e bianche e ufficiale fino alla dissoluzione del Regno di Galizia-Lodomiria nel 1918: la sua descrizione è riportata nell'Oesterreichisch-ungarische Wappenrolle di Ströhl (1898).

1800–1849
1849-1890
1890-1918

## Società

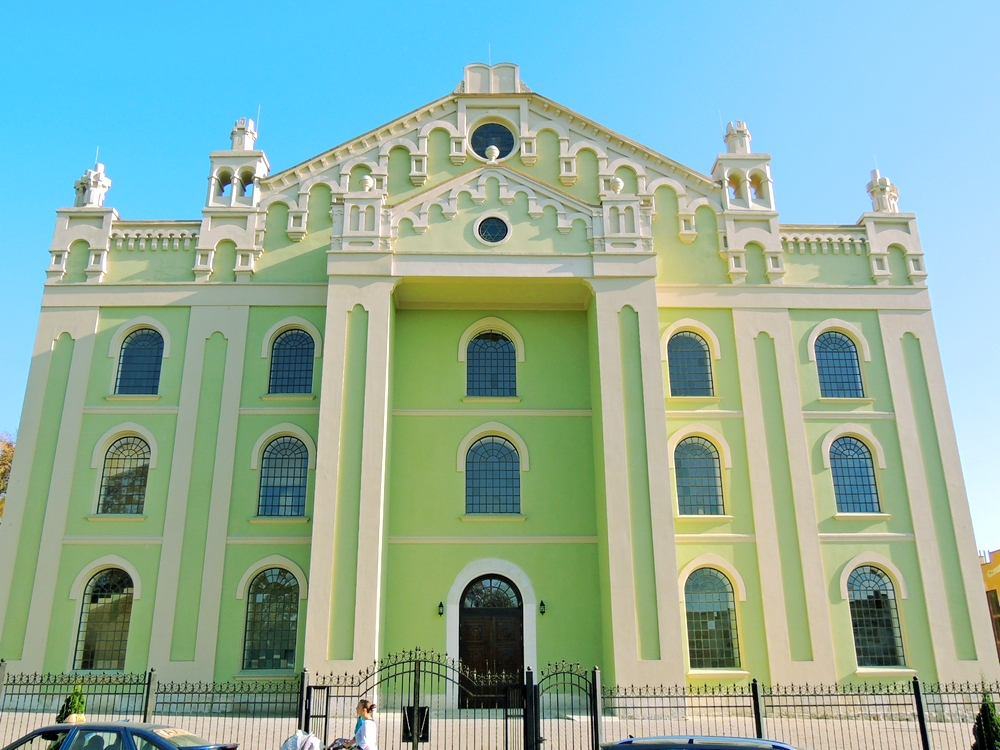
Fino al 1918, la sinagoga grande corale di Drohobyč era stata la principale della Galizia e Lodomiria

Nel 1773, la Galizia contava circa 2,6 milioni di abitanti in 280 città e mercati e circa 5.500 villaggi. C'erano quasi 19.000 famiglie nobili con 95.000 membri (circa il 3% della popolazione). I "non liberi" rappresentavano 1,86 milioni, oltre il 70% della popolazione. Un piccolo numero erano agricoltori a pieno titolo, ma il numero di gran lunga schiacciante (84%) vantava solo piccoli possedimenti o nessun acro.
Nessun paese della monarchia austriaca annoverava un mosaico etnico così variegato come quello della Galizia, se si pensa alla coesistenza di polacchi, ruteni, tedeschi, armeni, ebrei, ungheresi, rom, lipovani e altre minoranze ancora. I polacchi si concentravano principalmente nell'ovest, con i ruteni (ucraini) predominanti nella regione orientale.
Gli ebrei della Galizia erano emigrati nel Medioevo dalla Germania e per lo più si esprimevano in yiddish come prima lingua. Chi parlava perlopiù in tedesco era etichettato come "sassone" o "svevo", anche se la maggior parte dei membri di questi gruppi non proveniva né dalla Sassonia che dalla Svevia (l'inganno forse era determinato dai sassoni di Transilvania e dagli svevi del Danubio). Vi erano anche alcuni mennoniti che provenivano principalmente da Svizzera, i quali dialogavano in una variante del tedesco palatino. La distribuzione demografica comunque non seguiva l'andamento dei confini.
È tuttavia possibile fare una chiara distinzione nelle confessioni religiose: la maggioranza dei polacchi era cattolica latina, mentre i ruteni per lo più greco-cattolici. Gli ebrei, che rappresentavano il terzo più grande gruppo religioso, erano prevalentemente legati al culto tradizionale, che in seguito si sviluppò nell'ebraismo ortodosso. La comunità ebraica aveva un forte senso di appartenenza e si faceva chiamare Galitzianer per distinguersi dalle altre comunità aschenazite dell'Europa orientale. La comunità semita della Galizia era soprattutto ortodossa o chassidica nel 1772 e molti consideravano le riforme inaugurate dall'imperatore Giuseppe II come volte a introdurre una coscrizione a scopo oppressivo, spingendo i Galitzianer a dividersi internamente tra chi era favorevole all'ondata di "modernismo" e chi non voleva assolutamente abbandonare la tradizione.
L'aspettativa di vita media era di 27 anni per gli uomini e 28,5 anni per le donne, rispetto a 33 e 37 in Boemia, 39 e 41 in Francia e 40 e 42 in Inghilterra. Anche la qualità della vita era molto più bassa poiché la Galizia era la provincia più povera dell'impero austriaco. Il consumo di carne annuale non superava i 10 kg pro capite, rispetto ai 24 dell'Ungheria e ai 33 della Germania: un simile numero si giustificava in virtù del reddito medio molto più basso. Nel 2014, il The Economist ha riferito: "La povertà in Galizia nel XIX secolo era così estrema da esser diventata proverbiale: la regione era chiamata Golicja e Glodomeria, un gioco di parole basato sul nome ufficiale (Galicja i Lodomeria) e goly (nudo) e glodny (affamato)".
Nel 1888 la Galizia si estendeva su 78.550 km² e aveva una popolazione di circa 6,4 milioni di persone, di cui 4,8 milioni di contadini (75% dell'intera popolazione). La densità di popolazione, di 81 persone per km², una cifra superiore a quella della Francia (71 abitanti per km²) o della Germania. La popolazione salì a 7,3 milioni nel 1900 e a 8 milioni nel 1910.
| Religione                | Fedeli    | Fedeli |
| ------------------------ | --------- | ------ |
| Cattolici romani         | 3.731.569 | 46,5%  |
| Greco-cattolici (uniati) | 3.379.613 | 42,1%  |
| Ebraisti                 | 871.895   | 10,9%  |
| Protestanti              | 37.144    | 0,5%   |
| Altri                    | 5.454     | <0,1%  |
| Totale                   | 8.025.675 |        |

## Economia

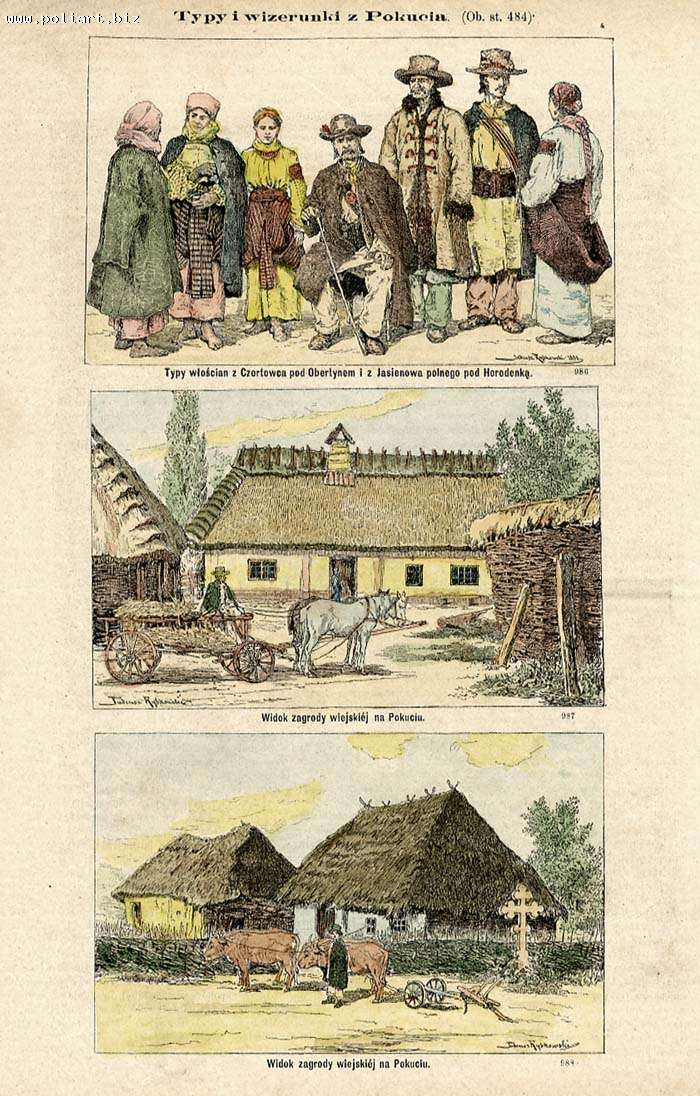
Scene di vita quotidiana della Galizia orientale

La povertà della Galizia costrinse l'Austria ad inviare fondi statali per tentare di migliorare le condizioni. Il suo livello di sviluppo era paragonabile o superiore a quello della Russia e dei Balcani, ma ben al di sotto dell'Europa occidentale.
La prima descrizione dettagliata della situazione economica della regione fu realizzata da Stanislaw Szczepanowski (1846-1900), un avvocato, economista e chimico polacco che nel 1873 pubblicò la prima versione del suo rapporto intitolato Nędza galicyjska w cyfrach (La povertà galiziana in numeri). Sulla base della propria esperienza come lavoratore presso l'India Office, nonché del suo lavoro sullo sviluppo dell'industria petrolifera nella regione di Głuchów e dei dati ufficiali del censimento pubblicati dall'Austria-Ungheria, descrisse la Galizia come una delle regioni meno attrezzate d'Europa.
Le statistiche indicano che le condizioni della Galizia e Lodomiria apparivano più difficili a oriente. La media del reddito pro capite non superava i 53 fiorini del Reno (FR), rispetto ai 91 FR nel Regno del Congresso, 100 in Ungheria e ai più di 450 FR in Inghilterra a quel tempo. Anche le tasse erano relativamente alte ed erano pari a 9 fiorini renani all'anno (circa il 17% del reddito annuo), rispetto al 5% in Prussia e al 10% in Inghilterra. Anche la percentuale di persone con reddito più alto era molto più bassa che in altre parti della monarchia e dell'Europa: la tassa sul lusso, pagata da persone il cui reddito annuo superava i 600 FR, era pagata da 8 persone ogni 1.000 abitanti, contro le 28 in Boemia e le 99 in Bassa Austria. Nonostante l'elevata tassazione, il debito nazionale del governo galiziano ha superato in ogni momento i 300 milioni di FR, ovvero circa 60 FR pro capite.
Funzionale quale zona cuscinetto contro la Russia, fu solo all'inizio del XX secolo che iniziò a svilupparsi l'industria pesante, rendendola più competitiva rispetto alla Russia e ai Balcani. La produzione riguardava perlopiù prodotti bellici. I maggiori investimenti statali nella regione furono le ferrovie e le fortezze a Przemyśl, Cracovia e in altri insediamenti. Lo sviluppo industriale si legò principalmente all'industria petrolifera privata avviata da Ignacy Łukasiewicz e alla miniera di sale di Wieliczka, operativa almeno dal Medioevo.

### Industria

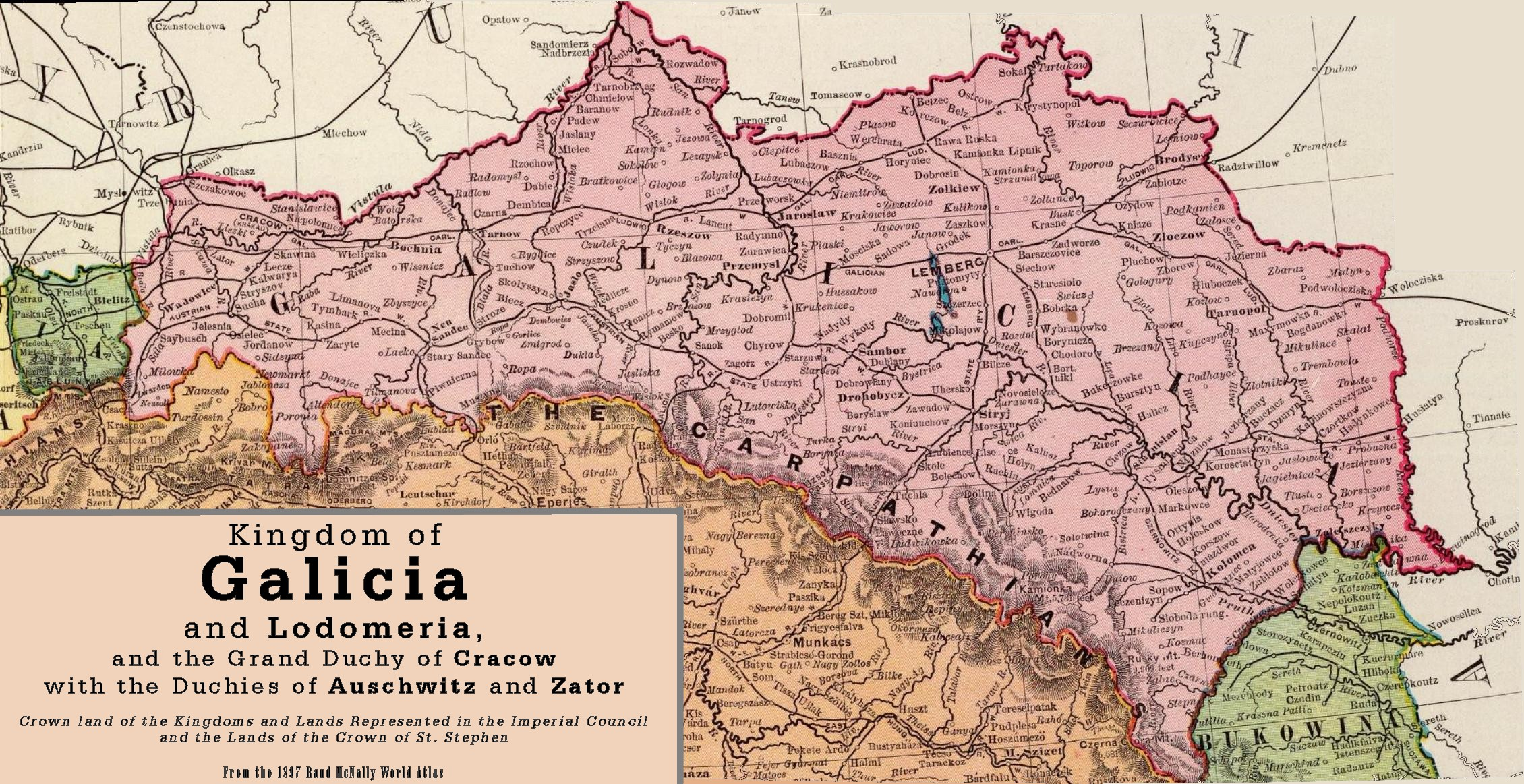
Linee ferroviarie della Galizia prima del 1897

Nel 1880, l'industria in Galizia si attestava a livelli infimi: nel 1857 la Galizia faceva contare 102.189 persone o il 2,2% della popolazione. Nel 1870 il numero era salito a 179.626, ovvero il 3,3% della popolazione.
La svolta decisiva per l'economia locale avvenne dopo la metà dell'Ottocento, quando, vicino a Drohobyč e Boryslav, si scoprirono significativi giacimenti di petrolio. Il primo tentativo europeo di trivellazioni petrolifere avvenne a Bóbrka nella Galizia occidentale nel 1854, ma solo nel 1867 fu perforato un pozzo a Kleczany, nella Galizia occidentale, utilizzando il vapore a circa 200 metri. Il 31 dicembre 1872, aprì i battenti una linea ferroviaria che collegava Borysław (Boryslav) alla vicina Drohobycz (Drohobyč). L'americano John Simon Bergheim e il canadese William Henry McGarvey arrivarono in Galizia nel 1882. Nel 1883, la loro società, MacGarvey e Bergheim, scavò fori da 700 a 1.000 metri e trovò grandi giacimenti petroliferi. Nel 1885, ribattezzarono la loro impresa in Compagnia petrolifera della Galizia-Carpazia (in tedesco Galizisch-Karpathische Petroleum Aktien-Gesellschaft), con sede a Vienna, con McGarvey come amministratore capo e Bergheim come ingegnere sul campo, e costruirono un'enorme raffineria a Maryampole, vicino a Gorlice, nell'angolo sud-est della Galizia. Considerata la più grande ed efficiente impresa dell'Austria-Ungheria, Maryampole fu costruita in sei mesi e impiegava 1000 uomini. In seguito, investitori provenienti da Gran Bretagna, Belgio e Germania fondarono società concorrenti per avventurarsi anch'essi nel ricavo di petrolio e gas naturale in Galizia. Questo afflusso di capitali causò la riduzione del numero di imprese petrolifere da 900 a 484 nel 1884, poi a 285 aziende con 3.700 lavoratori nel 1890. Tuttavia, il numero di raffinerie di petrolio salì da 31 nel 1880 a 54 nel 1904: in quest'ultimo anno, a Borysław si contavano trenta pozzi di oltre 1.000 metri. La produzione aumentò del 50% tra 1905 e 1906 e poi triplicò nel quadriennio successivo grazie alla scoperta di nuovi punti di estrazione. Nel 1909, si raggiunse il picco a 2.076.000 tonnellate, pari al 4% della produzione mondiale. L'area spesso chiamata la "Baku polacca", che comprendeva i giacimenti petroliferi di Borysław e della vicina Tustanowice, rappresentava oltre il 90% della produzione petrolifera nazionale dell'Impero austro-ungarico. Da 500 residenti nel 1860, Borysław crebbe finò a farne registrare 12.000 nel 1898. Nel 1909, la compagnia Polmin, con sede a Leopoli, nacque allo scopo di procedere all'estrazione e alla distribuzione di gas naturale. All'inizio del secolo, la Galizia era al quarto posto nel mondo come produttore di petrolio. Al significativo aumento della produzione di greggio seguì comunque un crollo dei prezzi e, più avanti, i conflitti balcanici aggravarono la situazione.
La Galizia costituì l'unica grande fonte nazionale di combustibile fossile delle Potenze centrali durante la Grande Guerra.

## Cultura
- Giornali: Gazette de Leopol (1776), Slovo (chiuso nel 1876 per via dell'Ems Ukaze, il provvedimento che vietava di stampare testi in alfabeto ucraino)[53][54]
- Settimanale: Zoria Halytska (primo numero uscito il 15 maggio 1848)[54]

## Lascito

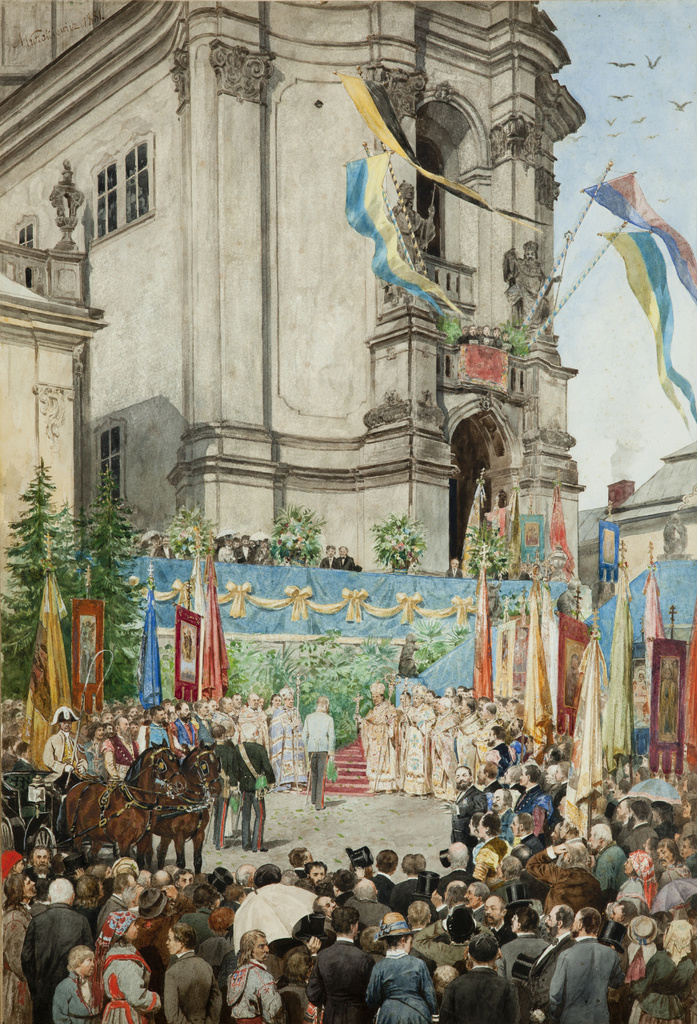
L'imperatore Francesco Giuseppe I viene acclamato mentre giunge davanti alla Cattedrale di San Giorgio a Leopoli nel suo viaggio nelle province austriache del 1880

Nel 2014, lo storico polacco Jacek Purchla ha affermato che c'erano due vie di giudizio sulla Galizia austriaca, una delle quali rievocava la terra quale sinonimo di idilliaco multiculturalismo e amenità, di un tempo più semplice e migliore rispetto al presente. Il secondo approccio si rifarebbe invece alla visione austriaca della Galizia, che vedeva la regione come una Halb-Asien ("mezza Asia") poiché i funzionari viennesi l'avevano sempre considerata "un luogo barbaro, abitato da strane persone dalla discutibile igiene personale". La Galizia fu sempre etichettata alla stregua di una colonia bisognosa di essere "civilizzata" e, di conseguenza, mai rientrante nell'Austria propriamente detta. Sia la comunità polacca che quella ucraina della Galizia consideravano la provincia come un loro "Piemonte", dove si discussero i piani volti a ripristinare o creare uno Stato polacco o ucraino indipendente, rendendo la memoria della Galizia sotto il dominio austriaco una parte centrale delle memorie nazionali polacche e ucraine. Nel 2014, Purchla ha inoltre asserito: "L'ultima prova del significato politico dell'eredità galiziana è stato il contributo delle sue parti ucraine al successo della [rivoluzione] di Maidan quest'anno e l'anno scorso". A partire dalla fine del XIX secolo, circa 2 milioni di ebrei galiziani emigrarono negli Stati Uniti: tra i discendenti dei Galitzianer negli USA, pare che il ricordo della Galizia come paradiso perduto o come provincia arretrata da cui fuggire si sia mantenuto vivo. The Economist ha così efficacemente riassunto l'eredità della regione: "In Europa, la Galizia costituisce un elemento centrale dell'identità nazionale dei polacchi e della ricerca di un'identità europea da parte degli ucraini".